# Lycée Leloup-Bouhier
Le lycée Leloup-Bouhier est un établissement français d'enseignement primaire situé à Nantes (Loire-Atlantique), dans le quartier Dervallières - Zola. Il dépend administrativement de l'Académie de Nantes et des Pays de la Loire.

## Localisation
L'établissement est situé au no 11 boulevard de Launay, non loin de la place René-Bouhier ; il s'agit d'une zone fortement urbanisée.

## Origine du nom
Ancienne « école Launay », elle sera rebaptisée une centaine d'années après sa fondation en « école Leloup-Bouhier » des noms de deux directeurs de l'École primaire supérieure :
- Arsène Leloup, qui est à l'origine de l'actuel établissement qu'il dirigea de 1834 à 1853, et deviendra par la suite maire de Nantes ;
- René Bouhier, le cinquième directeur de 1871 à 1893.

## Historique
En juin 1834, le maire de Nantes, Ferdinand Favre, fait appel à Arsène Leloup, pharmacien récemment installé à Nantes pour diriger l'École primaire supérieure que la Ville a décidé de créer. Jusqu'en 1853, Arsène Leloup assurera la direction de l'établissement situé d'abord rue Saint-Léonard, puis, en 1840, rue des Coulées (actuelle rue Désiré-Colombe, à la place de l'École normale d'instituteurs).
En 1851, elle devient « École professionnelle municipale », et s'installe en 1882 sur boulevard de Launay (elle est dès lors appelée « École Launay »), sous la direction de René Bouhier, un des successeurs d'Arsène Leloup (décédé en 1876), de 1871 à 1893.
En 1904, l'école Launay devient l'« École pratique de commerce et d'industrie de Nantes », puis prend le nom d'« École Leloup-Bouhier » en 1935.
L'école sinistrée lors des bombardements sur Nantes en 1943 est reconstruite dans les années 1950, des anciens bâtiments ne subsistent que ceux de la façade principale sur le boulevard avec son porche.
En 1960, l'école devient un « Lycée technique municipal ». Mais, les sections industrielles sont transférées en 1963 au Lycée La Chauvinière qui vient d'être construit. Les sections commerciales sont annexées au Lycée Vial.
En 1973, l'établissement devient autonome et successivement :
- collège technique ;
- lycée d'enseignement professionnel ;
- lycée professionnel Leloup-Bouhier.

En 1974, sont ouvertes les sections réservées aux élèves handicapés et un centre de soins y est également créé.
Pour l'année scolaire 2010-2011, le lycée comptait 243 élèves.
Dès la rentrée 2014, les lycéens de Leloup-Bouhier et ceux de Vial ont été regroupés au sein du nouveau lycée Nelson-Mandela sur l'île de Nantes,. La ville de Nantes, toujours propriétaire des locaux doit étudier la future destination des bâtiments qui seront donc désertés : ceux-ci pourraient continuer d'accueillir une partie activité (centre de formation, par exemple), une partie résidentielle et un équipement de proximité (gymnase de quartier). L'association « Pour un collège lycée public innovant à Nantes » qui milite pour l'ouverture, dans l'agglomération nantaise, d'un établissement secondaire utilisant la pédagogie Freinet, se proposerait d'occuper une partie des locaux vacants. En janvier 2018, la municipalité annonce l'ouverture pour la rentrée 2020, d'une école primaire de 13 classes dans les locaux de l'ancien lycée abritant un pôle associatif,. Une école primaire ouvre finalement le 2 septembre 2021.

## Anciens élèves
- Édouard Moisan
- Sim (humoriste français) : scolarisé dans l'établissement au début des années 1940
- Jacques Demy (cinéaste français) : entre le 1er octobre 1945 à l'école Leloup-Bouhier à l'âge de 14 ans

## Galerie
Porche d'entrée

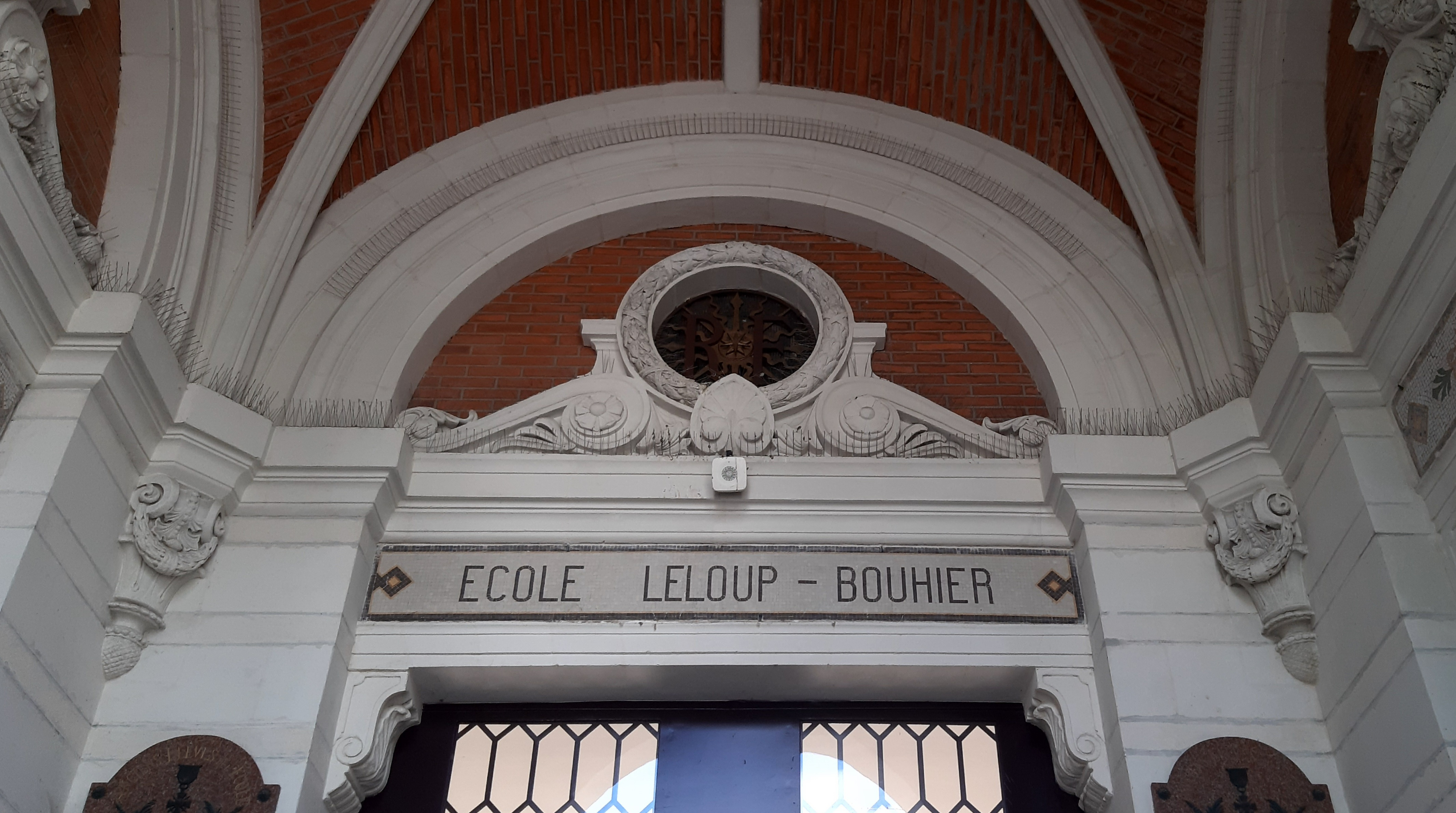
Inscription au-dessus du porche d'entrée
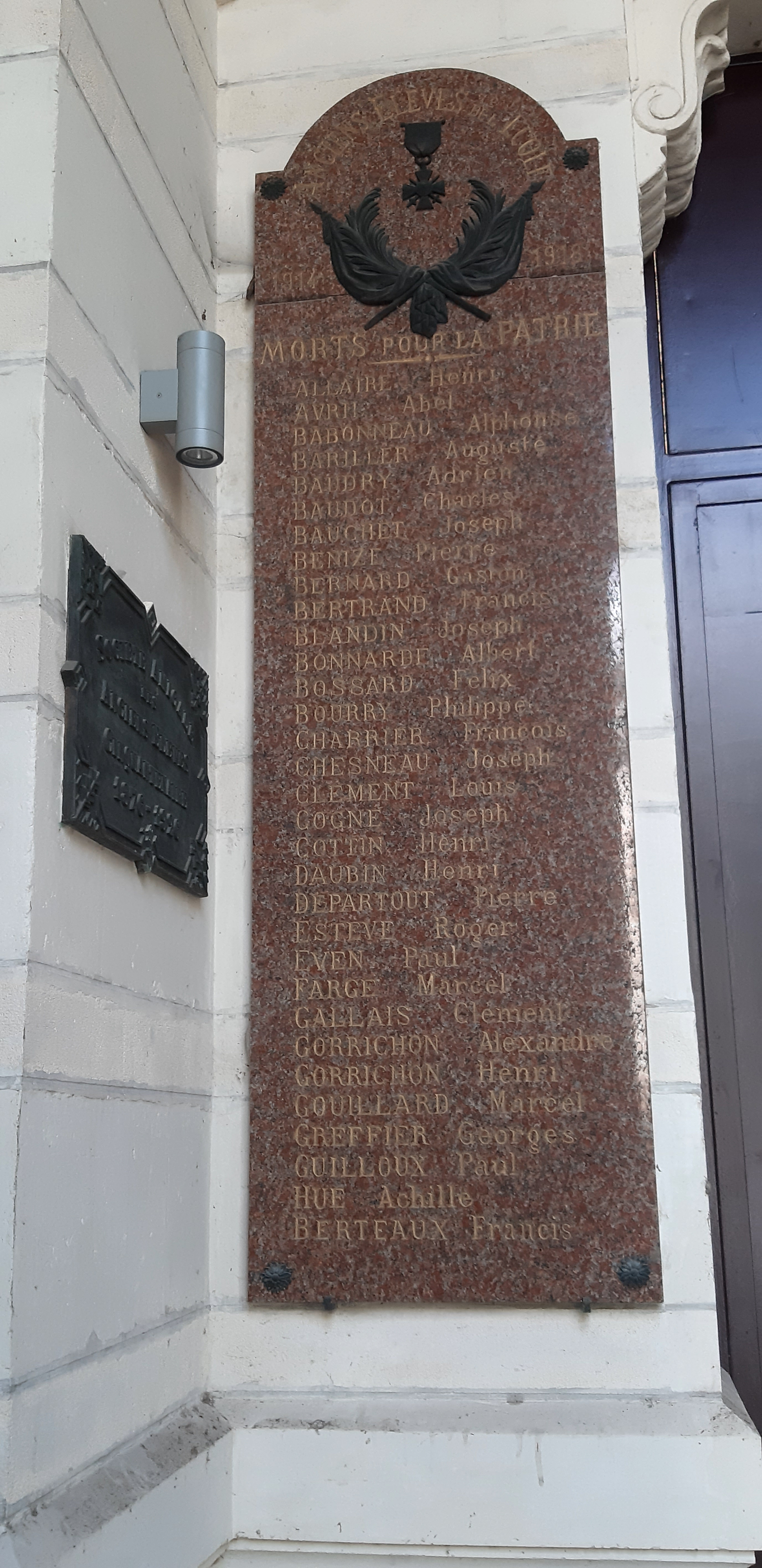
Plaque de marbre dans le porche mentionnant le nom des anciens élèves morts pour la patrie durant la Première Guerre mondiale
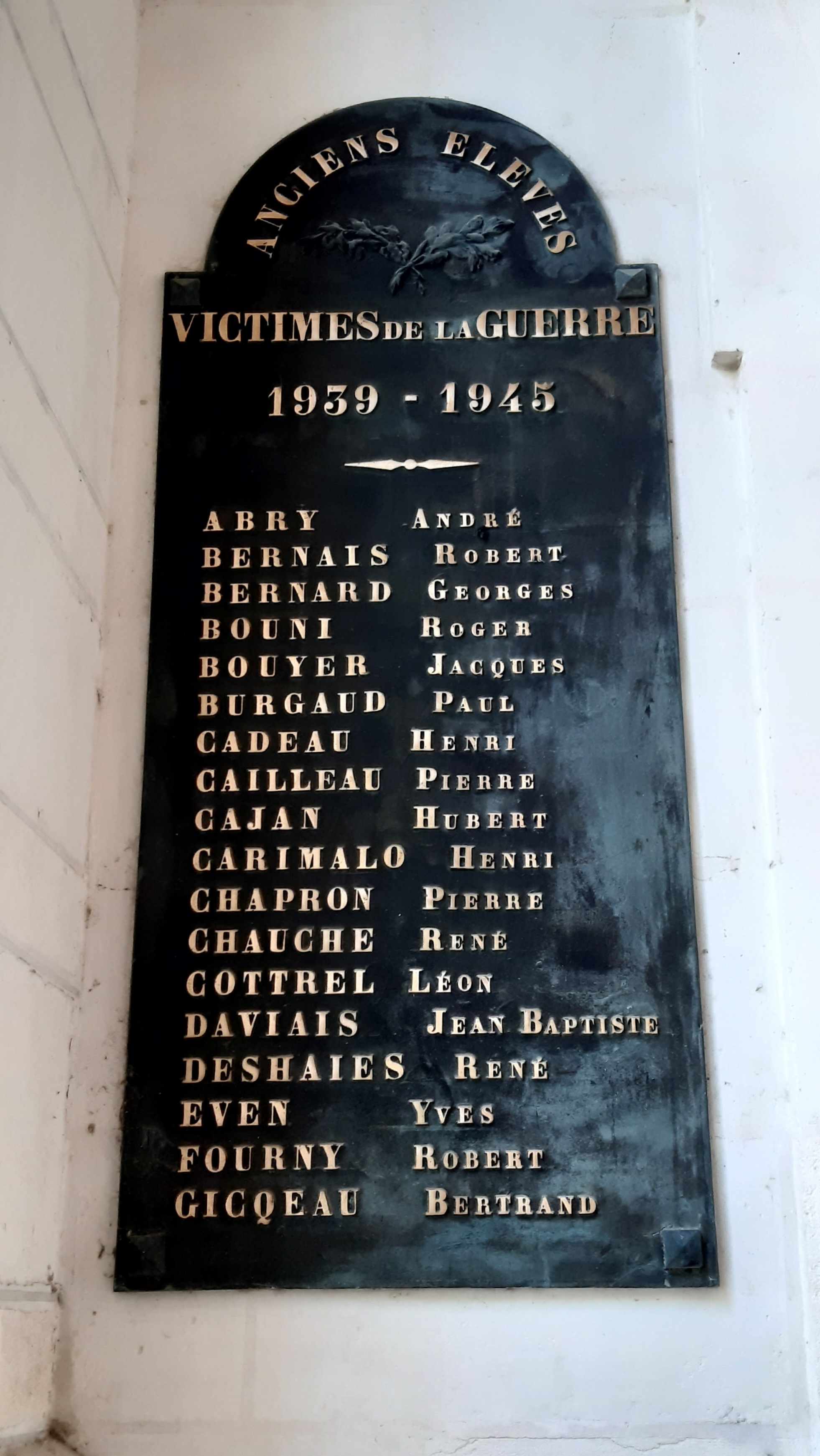
Plaque listant les ancien élèves victimes de la Seconde Guerre mondiale

Cour intérieure

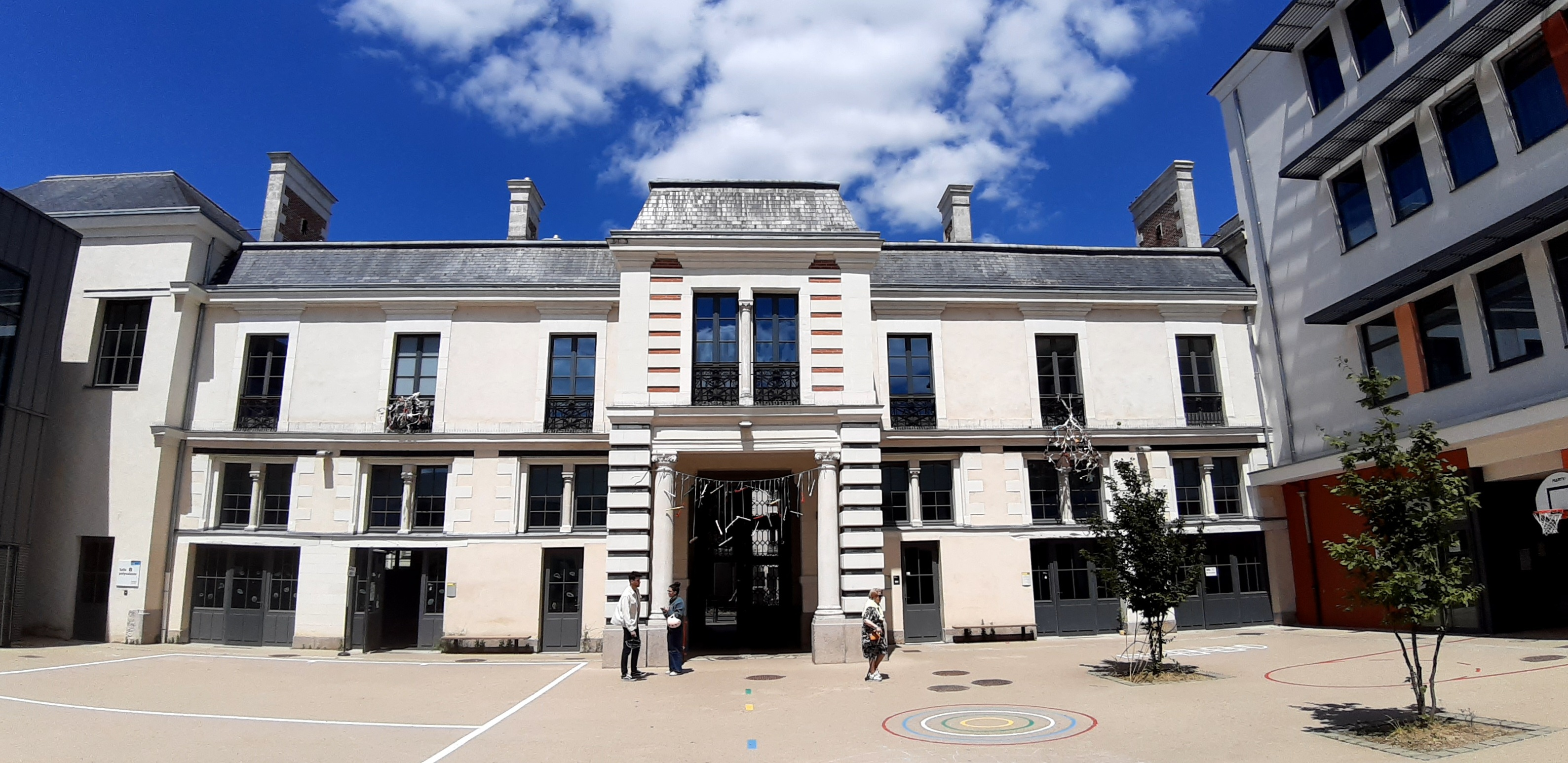
Cour intérieure (porche, partie ancienne)
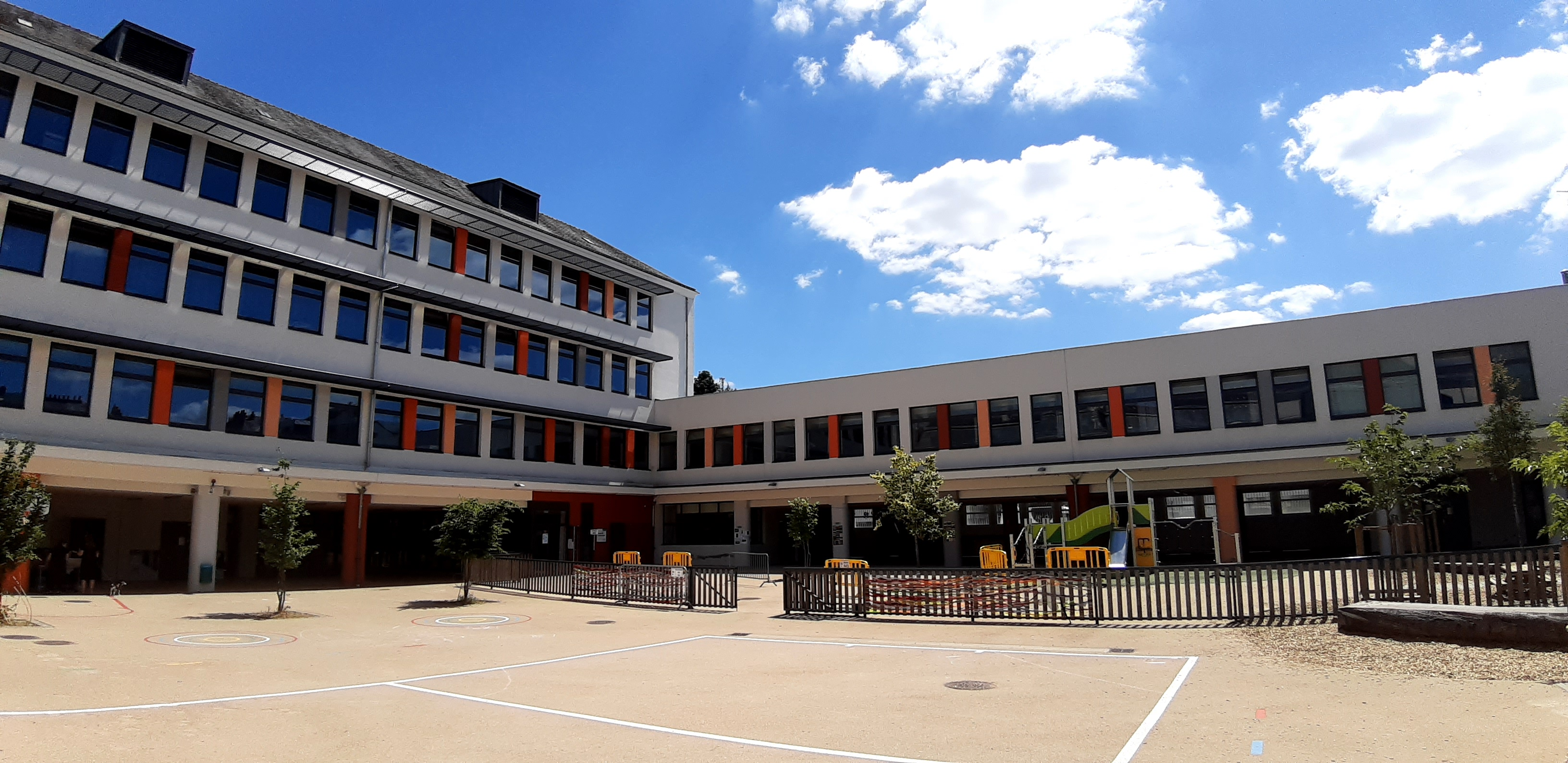
Cour intérieure (partie moderne)

## Sources
- Historique du lycée sur son site officiel

## Pour approfondir